# Polygala gracillima
Polygala gracillima är en jungfrulinsväxtart som beskrevs av S. Wats.. Polygala gracillima ingår i släktet jungfrulinssläktet, och familjen jungfrulinsväxter. Inga underarter finns listade i Catalogue of Life.